# Franziskanergymnasium Bozen

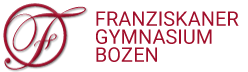
Das Logo der Schule

Das Franziskanergymnasium Bozen ist ein von den Bozner Franziskanern geführtes, staatlich anerkanntes Klassisches Gymnasium, gelegen in der Altstadt von Bozen in Südtirol (Italien). Die Einrichtung beherbergt auch eine Mittelschule. Einheimische nennen das Gymnasium bzw. die Schüler auch „Fränzi“.

## Geschichte

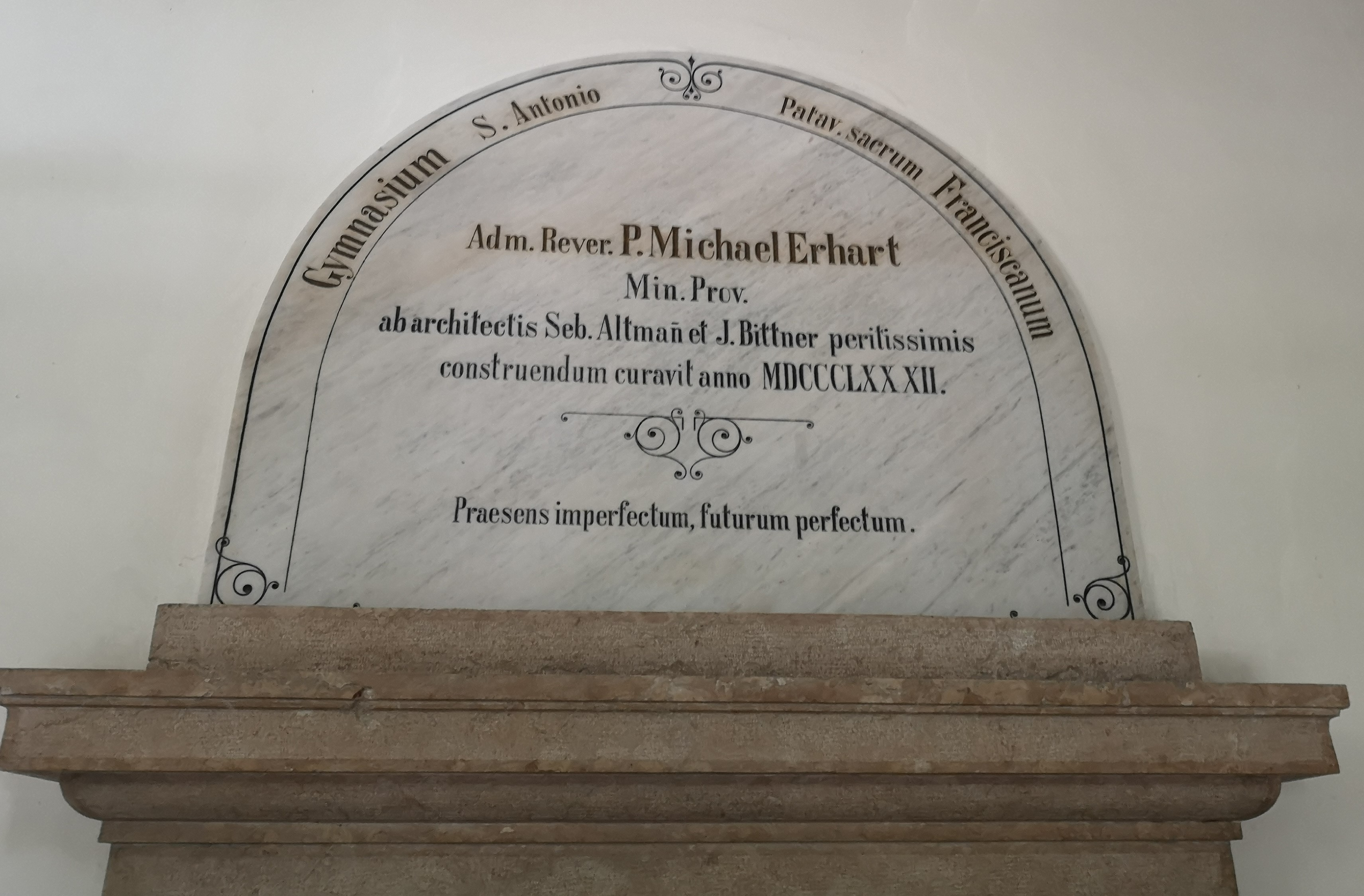
Bauinschrift des Schulneubaus von 1882

Mit einem Hofdekret vom 20. Oktober 1780 errichtete Maria Theresia auf Wunsch der Stadtregierung in Bozen ein Gymnasium. Die Leitung und den Unterricht an der Schule, die im sog. „Castiolhaus“ untergebracht war, übernahmen dabei die Franziskaner. Während der bayerischen Herrschaft in Tirol wurden von 1810 bis 1815 das Gymnasium in eine Realschule umgewandelt und die Franziskaner ihrer Lehrtätigkeit enthoben. Wegen Platzmangels wurde 1853–1855 ein neues Schulgebäude in der nahe gelegenen Weggensteinstraße errichtet. 
Als in den Jahren des Kulturkampfes die Schule wieder verstaatlicht wurde, gründete die Tiroler Franziskanerprovinz im Jahr 1872 ein eigenes Privatgymnasium in Bozen, das bald auch das Öffentlichkeitsrecht erhielt. Unter dem Direktor und bekannten Naturforscher P. Vinzenz Maria Gredler wurde 1882 auch das neue Schulgebäude nach einem Entwurf des Bozner Stadtbaumeisters Sebastian Altmann errichtet, das baulich an das Franziskanerkloster anschließt; der Bau wurde von Baumeister Johann Bittner erweitert. In den Kriegsjahren 1943–1945 wurde das Gymnasium geschlossen. Auf Grund des Rückgangs der Ordensmitglieder besteht heute der Großteil des Lehrkörpers aus Laien. Bis zum Schuljahr 1989/90 wurden im Gymnasium nur Knaben unterrichtet. Seither werden auch Mädchen in die Schule aufgenommen. Direktor ist seit 1995 Wolfgang Malsiner, er ist der erste Laie in dieser Funktion. Von 2002 bis 2005 wurden das Gymnasium umgebaut und eine neue, unterirdische Turnhalle errichtet.

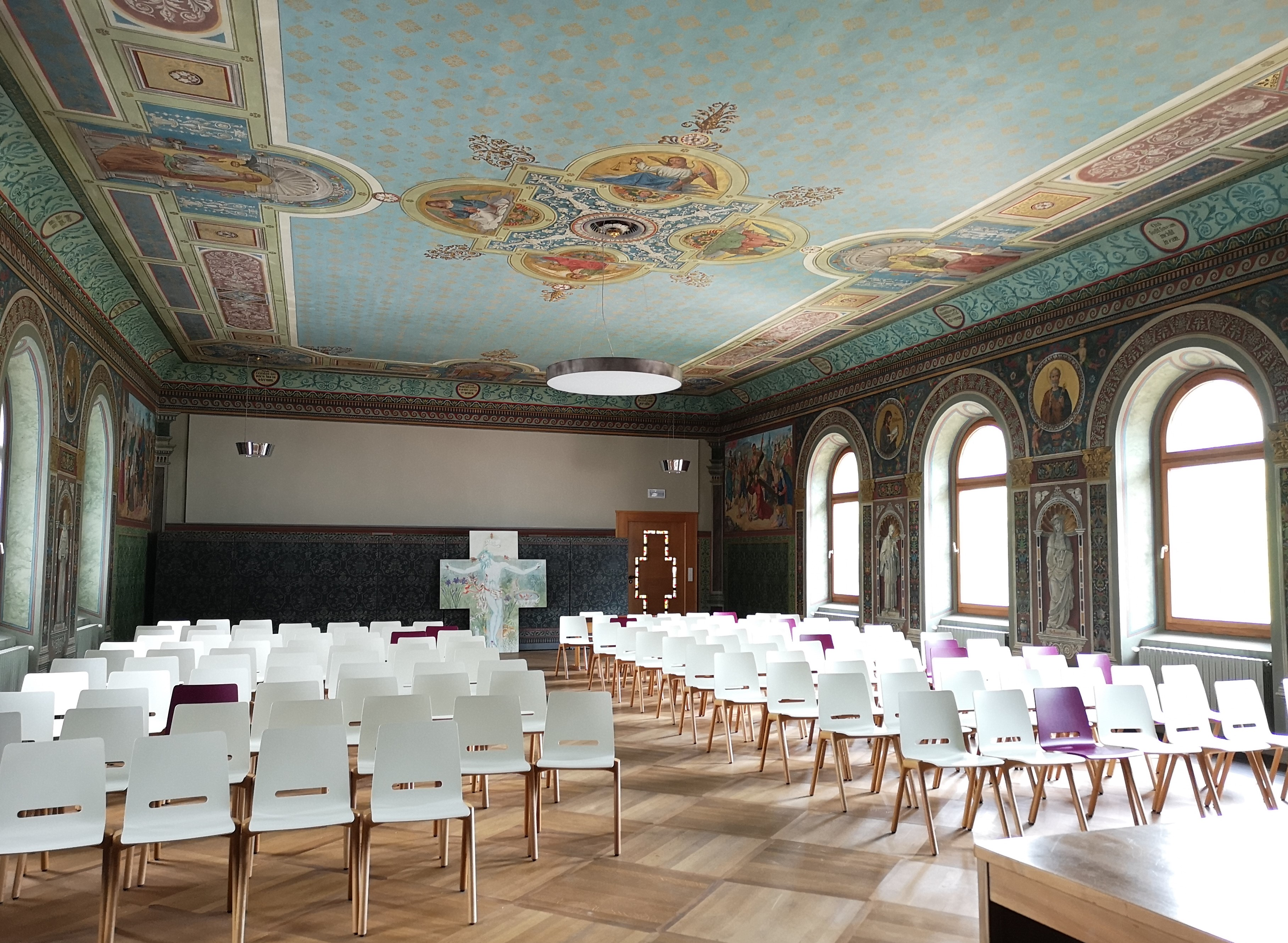
Der Cajetansaal mit historistischer Freskenausstattung im letzten Geschoß des Schulgebäudes

## Bibliothek

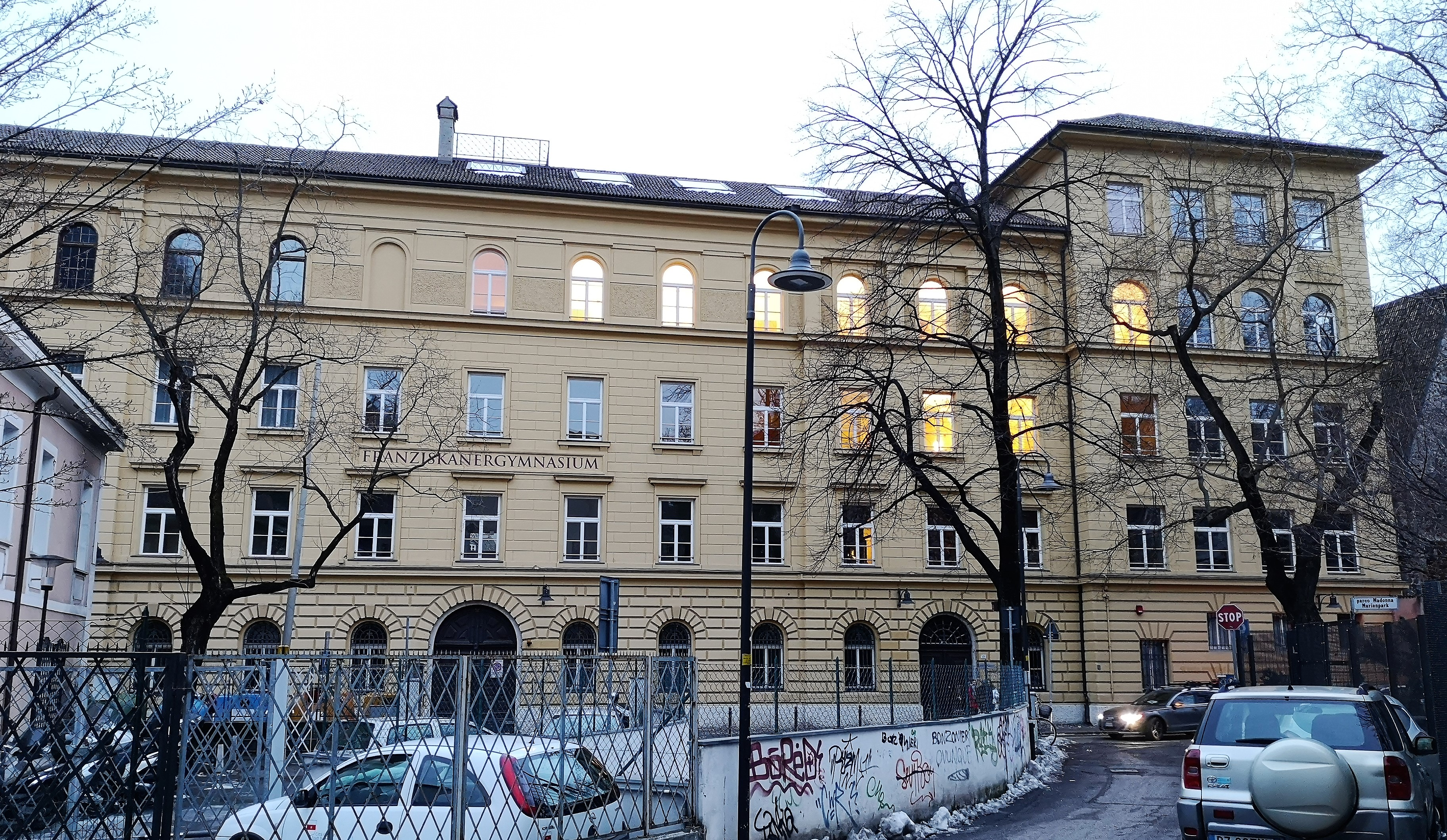
Straßenseitige Fassade des Schulgebäudes

Die Bibliothek des Franziskanergymnasiums (die so genannte „Professorenbibliothek“) umfasst etwa 70.000 Medieneinheiten. Im Bestand finden sich Werke aus allen an Humanistischen Gymnasien unterrichteten Fächern – die ältesten stammen aus dem frühen 16. Jahrhundert. Ein Spezialsammelgebiet der Bibliothek sind Tirolensien. Der Buchbestand konnte im Laufe der Zeit durch zahlreiche Ankäufe, Schenkungen und Nachlässe vermehrt werden. Neben der Professorenbibliothek gibt es im Franziskanergymnasium auch eine moderne Schulbibliothek, die über 7.700 Mediensätze aufweist.

## Schülerheim
Zur Schule gehört auch das in der Weggensteinstraße gelegene Schülerheim Antonianum, das seit 1931 im ehemaligen Johanneum des Deutschen Ordens in Bozen untergebracht ist und vor allem der Aufnahme auswärtiger Schüler dient. Das Gebäude wurde nach den Kriegszerstörungen des Zweiten Weltkriegs nach Plänen des Meraner Architekten R. Zöttl 1947 neu errichtet. Seit 2014 ist Manuel Grandegger der erste Laie, der das Schülerheim führt.

## Mit dem Gymnasium verbundene Persönlichkeiten
- Simon Aichner
- Hugo Beikircher
- Konrad Beikircher
- Gerhard Brandstätter
- Siegfried Brugger
- Marjan Cescutti
- Lutz Chicken
- Eduard Egarter Vigl
- Alexander von Egen
- Josef Ferrari
- Robert von Fioreschy
- Max von Fioresi-Weinfeld
- Helmut Gadner
- Georg Gasser
- Armin Gatterer
- Vinzenz Maria Gredler
- Heiner Gschwendt
- Otto Guem
- Albert Paris Gütersloh
- Paul Maria Hafner
- Christoph Hartung von Hartungen
- Klemens Haselsteiner
- Hans Heiss
- Klaus Peter Heiss
- Franz Huter
- Rupert Huter
- Albert Jäger
- Wolfgang Kofler
- Christoph Kohl
- Franz Friedrich Kohl
- Paul Köllensperger
- Egon Kühebacher
- Alexander Langer
- Nikolaus von Lutterotti
- Benno Malfèr
- Oswald Marchesani
- Franz Matscher
- Herbert Mayr
- Florian Menz
- Karl Nicolussi-Leck
- Josef Noldin
- Michael Nothdurfter
- Hannes Obermair
- Günther Pallaver
- Julius Perathoner
- Quintilio Perini
- Markus Perwanger
- Hans Piffrader
- Bruno Platter
- Johannes Raffl
- Gottfried Riccabona
- Alois Riehl
- Luis Sand
- Peter Sandrini
- Benedikt Sauer
- Johann Baptist Schöpf
- Josef Schwarz
- Ignaz Seelos
- Theo Spreter von Kreudenstein
- Richard Staffler
- Helmut Stampfer
- Paul von Sternbach
- Joseph Streiter
- Otto Tiefenbrunner
- Albert von Trentini
- Johann Nepomuk von Tschiderer
- Max Valier
- Beda Weber
- Hans Widmann